# 매음도
매음도(煤音島)는 석모도와 어유정도 사이에 있던 섬으로, 매도(煤島), 구음도(仇音島), 구음섬, 그음섬, 글음섬 등으로도 불렸다.
조선 숙종 때에 간척사업으로 석모도에 합쳐졌으며, 현재의 인천광역시 강화군 삼산면 매음리 지역이다. 조선 시대에 궁궐에 깔던 박석을 채굴하던 곳이라고 한다.

## 같이 보기
- 석모도
- 어유정도
- 송가도